# Kierownik pociągu
Ten artykuł należy dopracować:

przedstawiono sytuację tylko z polskiej perspektywy – artykuł powinien być przekrojowy.
Pomóż go poprawić. Na stronie dyskusji mogą znajdywać się pomocne komentarze.

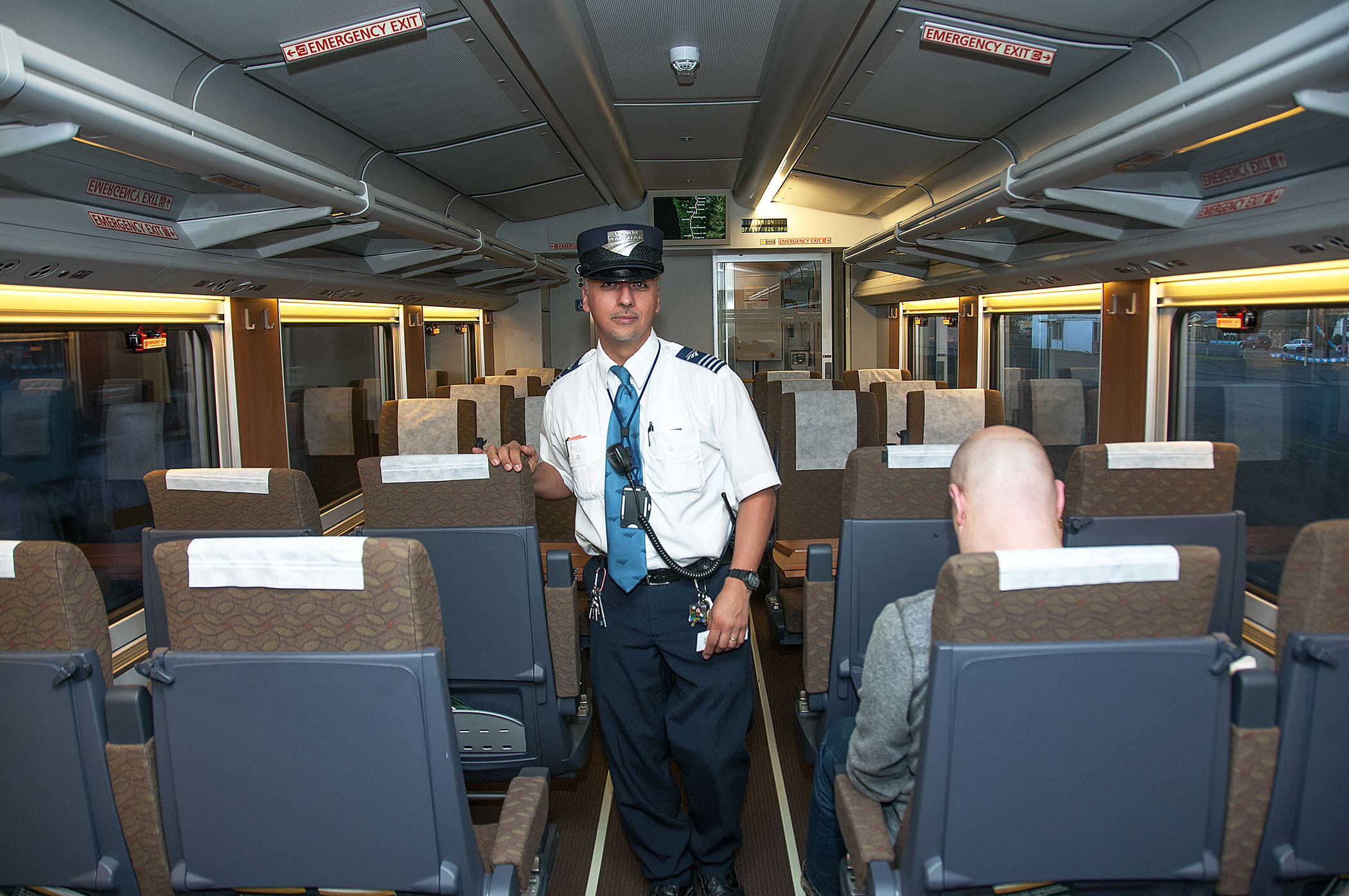
Kierownik pociągu w Stanach Zjednoczonych

Kierownik pociągu – pracownik kolejowy odpowiedzialny za obsługiwany pociąg od czasu jego przyjęcia, do czasu jego zdania, na danym odcinku drogi. Nadzorowi i poleceniom kierownika pociągu podlegają wszyscy pracownicy obsługujący pociąg, z wyjątkiem pracowników kontroli wewnętrznej.

## Przyjęcie pociągu
Zakres czynności kierownika pociągu podczas przyjęcia i przygotowania do drogi obejmuje:
- sprawdzenie zgodności zestawienia składu pociągu z właściwym dodatkiem do rozkładu jazdy pociągów (lub zarządzeniem),
- sporządzenie wykazu pojazdów kolejowych w składzie pociągu,
- obliczenie masy ogólnej pociągu (składu pociągu) oraz masy hamującej rzeczywistej i wymaganej
- dopilnowanie lub dokonanie przepisowego osygnalizowania pociągu,
- sprawdzenie prawidłowości zewnętrznego i wewnętrznego oznakowania składu (wagonów) pociągu,
- sprawdzenie wyposażenia taboru, czy inwentarz jest zgodny z danymi wykazu o stanie wagonów w składzie pociągu pasażerskiego,
- sprawdzenie oświetlenia, ogrzewania i nagłośnienia w wagonach (w wyznaczonych pociągach sprawności urządzeń klimatyzacyjnych),
- sprawdzenie zaopatrzenia przedziałów sanitarnych w środki higieny i wodę,
- sprawdzenie wyposażenia pociągu w sprzęt gaśniczy,
- sprawdzenie właściwego połączenia sprzęgów hamulca zespolonego i zdalnego sterowania, mostków przejściowych pomiędzy wagonami, stanu technicznego drzwi, okien, półek, stopni wagonów, poręczy przy drzwiach wejściowych, zderzaków końcowych,
- w zależności od postanowień zawartych w regulaminach technicznych, dopilnowanie dokonania oględzin technicznych pociągu i wymaganej próby hamulca bądź przeprowadzenie tych badań.

## Obowiązki kierownika pociągu w trakcie jazdy
- przyjmowanie od dyżurnych ruchu i doręczanie maszyniście za pokwitowaniem rozkazów pisemnych
- kontrola wyświetlanych na semaforach sygnałów i podawanie maszyniście sygnału do odjazdu pociągu bądź gotowości do odjazdu
- obserwacja peronu w trakcie odjazdu pociągu z toru przyperonowego
- hamowanie awaryjne pociągu, jeżeli maszynista nie stosuje się do obowiązującej prędkości bądź ignoruje sygnały na semaforach
- prowadzenie na bieżąco stosownej dokumentacji (wykazu pojazdów w składzie, karty próby hamulca, raportu o brakach w wyposażeniu, wykazów pracy drużyny trakcyjnej, w razie zaistnienia okoliczności – sporządzanie raportów służbowych)
- interwencja i rozstrzyganie sporów między obsługą pociągu a podróżnymi, a także między współpodróżnymi
- nadzór nad bezpieczeństwem podróżnych i podległego personelu oraz nad przestrzeganiem porządku
- nadzór nad stanem urządzeń w pociągu (np. oświetlenie, klimatyzacja, ogrzewanie, system informacji pasażerskiej)
- koordynacja i nadzorowanie pracy podległych konduktorów i innych pracowników

a w razie potrzeby także:
- oględziny techniczne taboru – na stacjach, na których nie ma rewidentów taboru
- przeprowadzanie szczegółowej i uproszczonej próby hamulca – na stacjach, na których nie ma rewidentów taboru
- powiadamianie w razie wypadku w pociągu dyżurnego ruchu, służb ratunkowych i dyspozytora zakładowego
- udzielanie w razie wypadku w pociągu pierwszej pomocy
- oględziny miejsca wypadku
- nadzorowanie pracowników odbywających szkolenie praktyczne na stanowisko konduktora lub kierownika pociągu
- kierowanie manewrami i wykonywanie pracy manewrowej
- przyjmowanie i wydawanie przesyłek konduktorskich, jeżeli przewoźnik/pociąg prowadzi takie przesyłki
- kontrola biletów i innych dokumentów przejazdowych
- nadawanie komunikatów przez urządzenia rozgłoszeniowe w pociągu

Jeśli pociąg posiada jednoosobową obsadę konduktorską, to kierownik pociągu wypełnia również obowiązki konduktora.
Kierownik pociągu powinien posiadać "Kartę znajomości odcinków i linii kolejowych" potwierdzającą znajomość warunków techniczno-eksploatacyjnych obsługiwanych odcinków linii kolejowych (w tym stacji i przystanków znajdujących się na tych odcinkach), jeżeli wykonywana praca podlega wcześniejszemu planowaniu. Warunki techniczno-ruchowe linii określa dodatek do służbowego rozkładu jazdy pociągów, natomiast warunki eksploatacyjne stacji – regulaminy techniczne stacji.
Kierownik pociągu powinien posiadać "Kartę autoryzacji , znajomości typów pojazdów kolejowych" potwierdzającą zapoznanie się z warunkami technicznymi obsługiwanego taboru.
Pracownicy drużyn konduktorskich zobowiązani są do poddawania się egzaminom wymaganym na swoim stanowisku i przewidzianym odrębnymi przepisami.

## Wyposażenie kierownika pociągu
Oprócz standardowego wyposażenia konduktora, tj. przyborów niezbędnych do odprawy podróżnych, kierownik pociągu jest wyposażony w:
- określone rozporządzeniem upoważnienie do wykonywania czynności kierownika pociągu, z autoryzacją na określone czynności/typ taboru,
- kontrolkę znajomości linii kolejowych,
- zeszyt służbowego rozkładu jazdy oraz zastępczego rozkładu jazdy na czas robót torowych (tzw. „telegram”),
- niezbędne w pracy druki i formularze,
- radiotelefon, w zależności od potrzeby.

W niektórych spółkach kierownikowi pociągu jest powierzany na czas zmiany roboczej służbowy telefon komórkowy.

## Umiejscowienie kierownika w pociągu
W pociągach pasażerskich kierownik pociągu zajmuje zazwyczaj pierwszy przedział, a w pociągach bezprzedziałowych (autobusy szynowe, niektóre EZT) pierwsze miejsca pierwszego wagonu drugiej klasy licząc od czoła pociągu lub od wagonów innej klasy.
W sytuacjach szczególnych, na wezwanie maszynisty, kierownik pociągu powinien zająć miejsce w kabinie sterowniczej. Następnie, przed ruszeniem, powinien zostać pouczony przez maszynistę o sposobie zatrzymania pociągu ze stanowiska maszynisty oraz o sposobie wyłączenia pojazdu trakcyjnego z pracy.

## Jazda pociągów bez kierownika
Zgodnie z instrukcją ruchu Ir-1 (R-1), regulującą prowadzenie ruchu pociągów na sieci kolejowej zarządzanej przez PKP Polskie Linie Kolejowe:

Pociągi pasażerskie powinny mieć obsadę konduktorską składającą się co najmniej z kierownika pociągu, o ile jego zadania ruchowe nie są wykonywane przez innego pracownika lub przez urządzenia wyposażenia technicznego. Pociągi pasażerskie mogą jeździć bez kierownika pociągu, jeżeli zamykanie drzwi pojazdu kolejowego przy wymianie podróżnych jest zapewnione, a zamknięcie drzwi jest sygnalizowane kierującemu pojazdem kolejowym z napędem za pomocą urządzeń technicznych.

W sytuacji takiej, obowiązki handlowe kierownika pociągu przejmują konduktorzy, natomiast ruchowe – maszynista.
Drużyna bez kierownika pociągu podporządkowana jest poleceniom maszynisty oraz dyspozytora.
Pociągi bez kierownika pociągu kursują przeważnie w relacjach, w których na stacjach zwrotnych istnieją posterunki rewizji technicznej, na których rewidenci dokonują wymaganych badań, bądź w relacjach, w których nie zachodzi potrzeba wykonywania szczegółowej próby hamulca ani oględzin technicznych.